# Прекорт, Чарлз Джозеф
Чарлз Джо́зеф «Чарли» Пре́корт (англ. Charles Joseph 'Charlie' Precourt; род. 1955) — астронавт НАСА. Совершил четыре космических полёта на шаттлах: STS-55 (1993, «Колумбия»), STS-71 (1995, «Индевор»), STS-84 (1997, «Атлантис») и STS-91 (1998, «Дискавери»), полковник ВВС США.

## Личные данные и образование

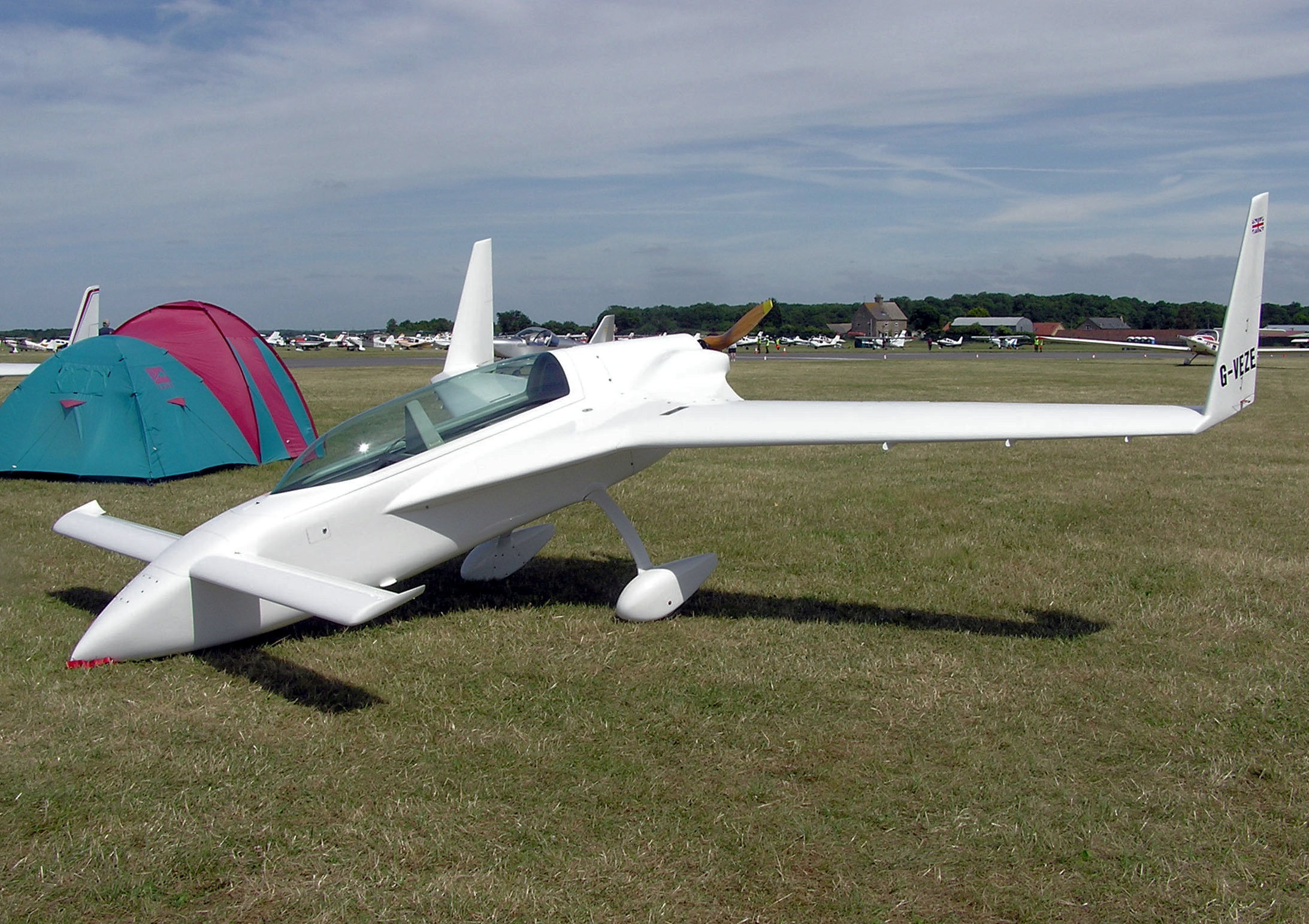
Самолёт ВариИз.

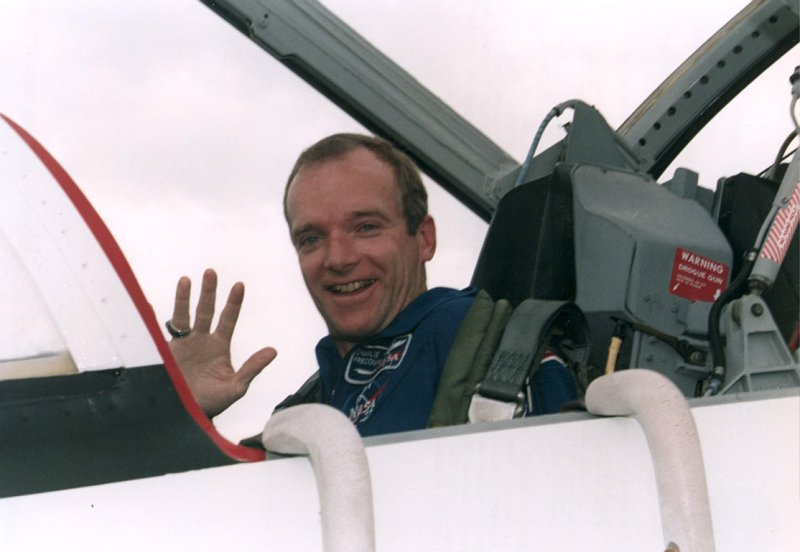
Чарлз Прекорт.

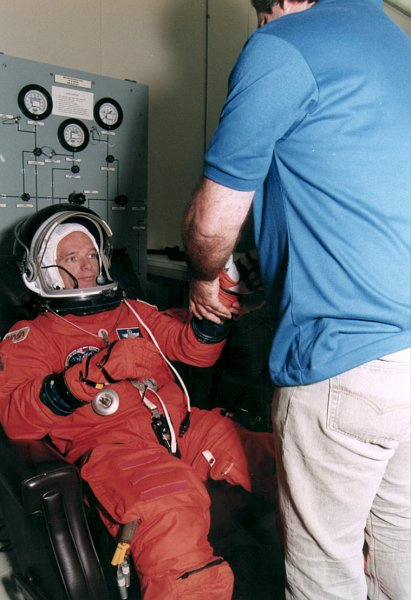
STS-71: Чарлз Прекорт перед стартом.

Чарлз Прекорт родился 29 июня 1955 года в городе Уолтем, штата Массачусетс, но своим родным считает город Гудзон, штат Массачусетс, где в 1973 году окончил среднюю школу. В 1977 году получил степень бакалавра наук в области авиационной техники в Академии ВВС США, в городе Колорадо-Спрингс, штат Колорадо. В 1976 году, во время обучения в Академии ВВС, в рамках программы обмена курсантами, Прекорт учился во французской Военно-воздушной Академии. В 1988 году получил степень магистра наук в области систем управления в Университете «Голден Гейт» в Сан-Франциско, штат Калифорния. В 1990 году получил звание доктора наук по вопросам национальной безопасности и стратегических исследований в Военно-морском Колледже.
Женат на Дениз Линн Мангл, она из города Сент-Чарльз, штат Миссури. У них трое дочерей: Мишель, Сара и Эми, Прекорт стал дедушкой после рождения двух внуков в 2009 и 2010 годах. Он и его жена любят гольф, горные лыжи и полёты на лёгких самолётах. Он летает на экспериментальном самолёте «ВариИз», который сам построил из композитных материалов. Он свободно владеет французским и русским языками. Его родители, Чарльз и Хелен Прекорт, проживают в городе Гудзон, Массачусетс. Её родители, Лойд и Джерри Мангл, проживают в городе Стритмэн, штат Техас.

## До НАСА
В 1978 году Прекорт окончил Школу подготовки пилотов на авиабазе «Риз», около города Лаббок, в штате Техас. Сначала он служил лётчиком-инструктором на Т-37, а позднее как лётчик на самолётах Т-37 и T-38. С 1982 по 1984 год, он летал на F-15 Eagle на авиабазе около города Хитбург в Германии. В 1985 году прошёл переподготовку в Школе лётчиков-испытателей на авиабазе «Эдвардс», в Калифорнии. После окончания школы, Прекорт был оставлен лётчиком-испытателем на этой же авиабазе, где он летал на F-15E, F-4 Phantom II, А-7 и A-37 до середины 1989 года, когда он был направлен на учёбу в Военный Колледж ВМС США в Ньюпорте, штат Род-Айленд. Он имеет более 7 500 часов налёта на более чем 60 типах гражданских и военных самолетов. Он имеет сертификаты коммерческого пилота, лётчика много-моторных самолётов, пилота планёров и лётчика-инструктора.

## Подготовка к космическим полётам
После окончания Военного Колледжа, Прекорт присоединился к программе НАСА. В январе 1990 года был зачислен в отряд НАСА в составе тринадцатого набора, кандидатом в астронавты. Стал проходить обучение по курсу Общекосмической подготовки (ОКП). По окончании курса, в июле 1991 года получил квалификацию «пилот шаттла» и назначение в Офис астронавтов НАСА. С октября 1995 по апрель 1996 года являлся координатором НАСА в Центре подготовки космонавтов (ЦПК) имени Ю. А. Гагарина.

## Полёты в космос
- Первый полёт — STS-55[3], шаттл «Колумбия». C 26 апреля по 6 мая 1993 года в качестве «специалиста полёта». Экипаж ставил научные эксперименты в многоразовой космической лаборатории «Спейслэб». Миссия была оплачена Германией. Астронавты провели 89 основных экспериментов по направлениям: материаловедение, биология, робототехника, астрономия и фотографирование Земли. Астронавты благополучно приземлились на авиабазе Эдвардс. Продолжительность полёта составила 9 суток 23 часа 40 минут[4].

- Второй полёт — STS-71[5], шаттл «Индевор». C 27 июня по 7 июля 1995 года в качестве «пилота». Это была первая стыковка шаттла с орбитальной станцией «Мир», была произведена смена экипажа станции. Продолжительность полёта составила 9 дней 19 часов 23 минуты[6].

- Третий полёт — STS-84[7], шаттл «Атлантис». C 15 по 24 мая 1997 года в качестве «командира корабля». В программу полёта входило проведение шестой стыковки шаттла с российской орбитальной станцией «Мир», доставка и возвращение грузов, ротация экипажа станции, выполнение различных экспериментов[8]. Продолжительность полёта составила 9 суток 5 часов 21 минуту[9].

- Четвёртый полёт — STS-91[10], шаттл «Дискавери». Со 2 по 12 июня 1998 года в качестве «командира корабля». STS-91 стал последним полётом шаттла к орбитальному комплексу «Мир» по программе «Мир — Шаттл»[11]. Помимо проведения девятой и последней стыковки шаттла с российским орбитальным комплексом, программа полёта STS-91 предусматривала доставку и возвращение грузов, выполнение различных экспериментов[12]. Грузовой отсек «Дискавери» был скомпонован не так, как обычно. В его передней части была установлена внешняя шлюзовая камера, на верху которой размещалась стыковочная система шаттла ODS со стыковочным агрегатом типа АПАС. За шлюзовой камерой был установлен туннельный адаптер с люком для выхода в открытый космос. От него в направлении к одинарному модулю Spacehab SM шёл переходный туннель. В нескольких предыдущих полётах использовался двойной модуль Spacehab DM, но на этот раз он бы не уместился, потому что за модулем в грузовом отсеке была установлена поперечная ферма, на которой был размещён спектрометр AMS. Продолжительность полёта составила 9 суток 19 часов 55 минут[13].

Общая продолжительность полётов в космос — 38 дней 20 часов 16 минут.

## После полётов
В 1997 году стал помощником Директора (по техническим вопросам) в Космическом Центре имени Джонсона, в Хьюстоне, штат Техас. С февраля 1999 года по ноябрь 2002 года был командиром Отряда астронавтов (начальником Офиса астронавтов). Полковник ВВС США Прекорт ушёл в отставку 31 марта 2000 года. Весной 2005 года ушёл с должности астронавта-менеджера и покинул отряд астронавтов.

## Награды и премии
Награждён: Медаль «За космический полёт» (1993, 1995, 1997 и 1998), Орден «Легион почёта», Медаль «За отличную службу» (США), Крест лётных заслуг (США), Медаль похвальной службы (США), Медаль «За выдающуюся службу» (НАСА), Медаль «За исключительные заслуги», Медаль «За выдающееся лидерство» и многие другие. 5 мая 2012 года его имя внесено в Зал славы астронавтов.